# Ona jest ze snu
Ona jest ze snu – drugi singel promujący solową płytę wokalisty zespołu Ira, Artura Gadowskiego. Utwór trwa 4 minuty i 3 sekundy i jest czwartym co do długości utworem, znajdującym się na krążku. Został zamieszczony na ósmej pozycji na płycie. Singel ukazał się w maju 1998 roku nakładem firmy fonograficznej Zic Zac/BMG Poland.
Tekst utworu opowiada o pewnej szczęśliwej parze ludzi. Mężczyzna rozpamiętuje ich pierwsze spotkanie. Autorem tekstu jak i kompozytorem utworu jest znany z zespołu De Mono gitarzysta Marek Kościkiewicz. Jest to trzecia piosenka skomponowana przez Kościkiewicza na solową płytę Gadowskiego. Pozostałe dwie to: Naucz się rozmawiać i Szczęśliwego Nowego Jorku.
Brzmienie tego utworu najbardziej przypomina grupę Ira. Kompozycja utrzymana jest w mocnym rockowym brzmieniu, przez co wiele stacji radiowych nie chciało emitować tej piosenki, uważając iż jest ona „zbyt rockowa”. Ostatecznie jednak obok Szczęśliwego Nowego Jorku, utwór Ona jest ze snu stał się największym przebojem Gadowskiego, który podbił listy przebojów w kraju.
Singel z tym utworem został wydany przez wytwórnię w maju 1998 roku. Na singlu prócz studyjnej wersji, zamieszczono także skróconą wersję utworu, która nie zawiera gitarowego wstępu na początku utworu.
Do utworu został nagrany również teledysk. Klip został nakręcony w USA przy okazji wyjazdu grupy Ira na koncert do Chicago w maju 1998 roku. Scenarzystą, reżyserem oraz producentem teledysku był Jerzy Grabowski (ówczesny manager Gadowskiego). Produkcję teledysku wykonała firma „Grabfilm”.
Utwór regularnie pojawiał się na solowych koncertach Gadowskiego, był także grany wraz z występami z zespołem Ira w USA i Kanadzie w 2001 roku. Od momentu reaktywacji grupy, wszedł na stałe w koncertową setlistę grupy. Utwór został m.in. wykonany podczas jubileuszowego koncertu z okazji 15-lecia istnienia grupy i trafił na koncertową płytę. Wersja koncertowa jest dłuższa od wersji studyjnej, trwa 5 minut i 30 sekund. Utwór pojawił się także na urodzinowym koncercie, który się odbył w październiku 2006 roku w Krakowie.
W listopadzie 2005 roku Gadowski wraz z kompozytorem utworu, Markiem Kościkiewiczem nagrał wersję tego utworu, specjalnie dla polskich siatkarek. Utwór można było usłyszeć podczas programu w TV pt. „Złoty sen”, poświęconego właśnie polskim siatkarkom. Został nagrany na prośbę dziennikarza sportowego, Bartosza Hellera.
21 września 2007 roku Gadowski wykonał specjalną wersję tego utworu, podczas uroczystości wyboru Miss Polonia 2007.
Obecnie utwór regularnie grany jest na koncertach grupy Ira.

## Lista utworów na singlu
CD
1. „Pozdrowienia dla fanów” – 0:05
2. „Ona jest ze snu” (Short version) –  (Marek Kościkiewicz/Marek Kościkiewicz) – 3:43
3. "Ona jest ze snu" (Album version) –  (Marek Kościkiewicz/Marek Kościkiewicz) – 4:03

## Wykonawcy
- Artur Gadowski – śpiew
- Marek Kościkiewicz – gitara elektryczna
- Jacek Kochan – perkusja
- Filip Sojka – gitara basowa

Muzycy sesyjni
- Tomasz Czyżewski - gitara elektryczna
- Michał Grymuza - gitara elektryczna
- Magie Jones – chórki

## Produkcja
- Nagrywany oraz miksowany: Listopad 1997 – Marzec 1998 roku w CCS Studio w Warszawie
- Producent muzyczny: Michał Przytuła
- Realizator nagrań: Michał Przytuła, Jerzy Grabowski
- Aranżacja: Artur Gadowski, Marek Kościkiewicz, Jerzy Grabowski
- Projekt okładki: Piotr Garlicki (Goldfinger Ltd.)
- Zdjęcia: Robert Wolański
- Wytwórnia: Zic-Zac/BMG

## Notowania
| Pozycja | 49 | 45 | 42 | 47 |

- Utwór znajdował się na liście od 12 czerwca, do 3 lipca 1996 roku.